# Heinrich Ferdinand Curschmann
Heinrich Ferdinand Curschmann (* 28. April 1913 in Greifswald; † 26. Juli 2009 in Hamburg-Blankenese) war ein deutscher Rechtsanwalt.

## Leben

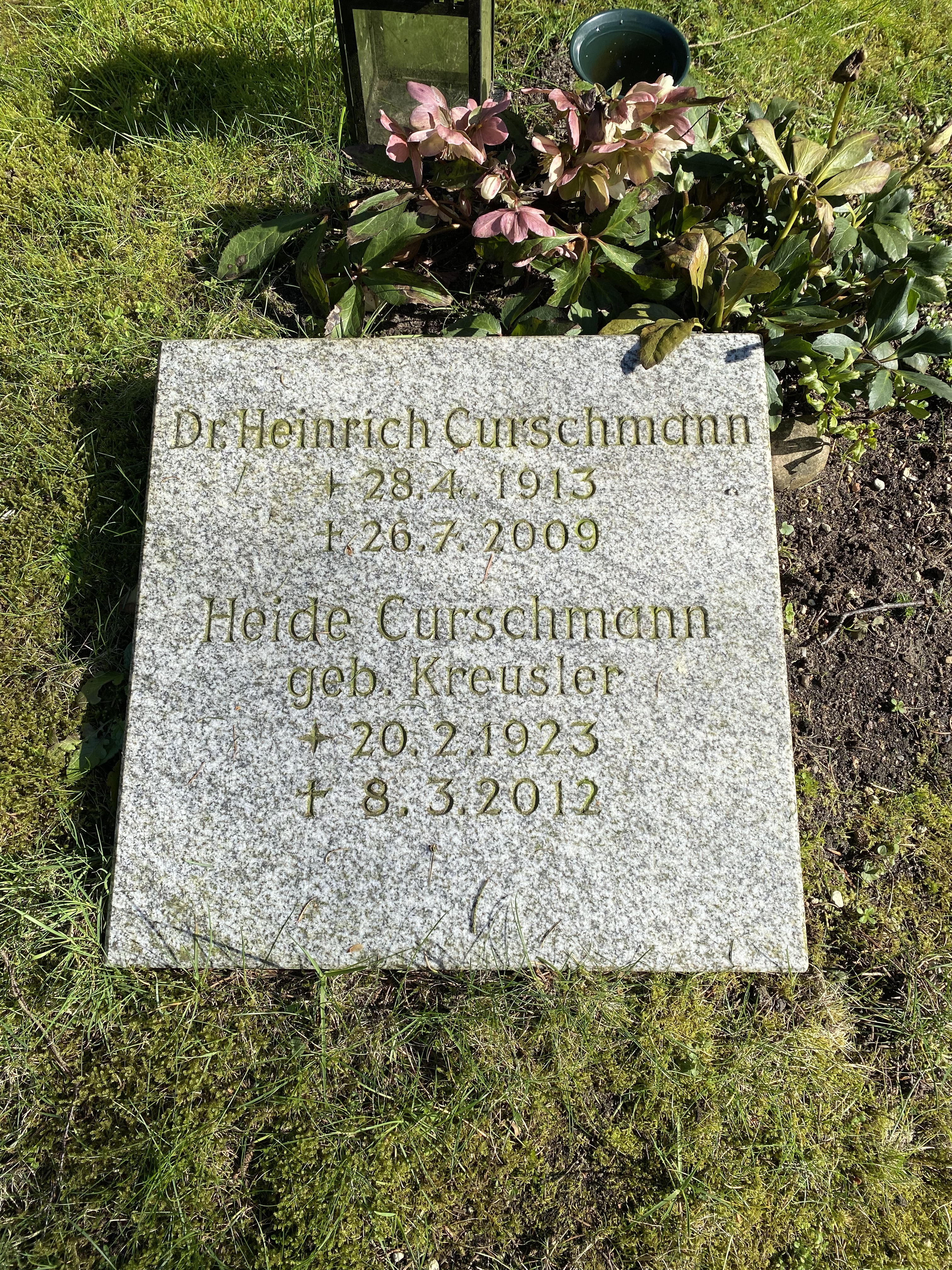
Grabstätte auf dem Friedhof Blankenese

Heinrich Ferdinand Curschmann entstammte einer deutschen Gelehrtenfamilie und war Sohn des Greifswalder Wirtschaftsgeographen Fritz Curschmann. Nach dem humanistischen Abitur am Gymnasium in Greifswald studierte er Rechtswissenschaften an den Universitäten Greifswald und ab 1931 in Göttingen, wo er 1932 Mitglied des Corps Hannovera Göttingen wurde. An der Technischen Hochschule Dresden studierte er zusätzlich Betriebswirtschaft. Curschmann legte 1935 das juristische Erste Staatsexamen ab und wurde 1936 in Greifswald zum Dr. jur. promoviert. In seiner Dissertation nahm er eine grundlegende Bestimmung des Verhältnisses von Ehren- und Disziplinargerichtsbarkeit zum Kriminalstrafrecht vor. Seine Referendarzeit absolvierte er in Anklam, Stralsund, Greifswald, Essen und Stettin, wo er 1940 das Assessorexamen ablegte. Curschmann wurde im Zweiten Weltkrieg 1940 zum Kriegsdienst eingezogen und 1945 als Luftwaffen-Oberleutnant d. R. entlassen. 1942 war er zeitweilig bei der Ölgesellschaft Astra Romana in Câmpina und Ploesti (Rumänien) tätig. Er wurde 1945 als Jurist und von 1946 bis 1948 als Allgemeiner Referent des Amtes für Wohnungswesen in Hamburg tätig. 1948 wurde Curschmann als Rechtsanwalt in Hamburg zugelassen und trat in die 1925 begründete Anwaltskanzlei seines Schwiegervaters Alfred Kreusler ein, die dieser 1938 mit Heinrich Droege (1892–1943) fortgeführt hatte. Zu Curschmanns bekannteren Mandaten zählen der Fall Melitta Schmidt (Grindelhochhaus-Urteil), die lebensmittelrechtliche wie wettbewerbsrechtliche Durchsetzung des geschützten Begriffs „Eiskonfekt“ (vorher Eispraline) und seine Vertretung der Anrainer der Elbchaussee im Enteignungsverfahren dieser ehemaligen Privatstraße. Nach mehreren Zusammenschlüssen besteht die Kanzlei „Curschmann Schubel Rollenhagen“ heute als Hamburger Büro der internationalen Anwaltskanzlei Taylor Wessing fort.
Curschmann war verheiratet mit der Rechtsanwältin Adelheid Kreusler (1923–2012), Tochter seines Sozius Alfred Kreusler und dessen Ehefrau Helene, geb. Wunderlich, aus Hamburg. Curschmann war neben seiner Anwaltstätigkeit als Studentenhistoriker und Genealoge tätig; am Herzen lag ihm auch die Geschichte Greifswalds und Pommerns. Von diesen Interessen zeugen zahlreiche Aufsätze und Beiträge. Seine letzte Ruhestätte erhielt er auf dem Friedhof Blankenese.

## Schriften
- Soziale Ehrengerichtsbarkeit und ständische Ehrengerichtsbarkeit: ihr Verhältnis zueinander sowie zum Disziplinar- und Kriminalstrafrecht, Greifswald 1937 (Dissertation)
- Das Historisch-Geographische Seminar in Greifswald von 1926–1940. In: Ivo Asmus (Hrsg.): Geographische und historische Beiträge zur Landeskunde Pommerns. Eginhard Wegner zum 80. Geburtstag (= Greifswalder geographische Arbeiten. Sonderbd.). Helms, Schwerin 1998, ISBN 3-931185-48-6, S. 35–39.
- Blaubuch des Corps Hannovera zu Göttingen, Bd. 1: 1809–1899, Göttingen 2002
- Geschichte der Hamburger Anwaltskanzlei Droege und Kreusler, Curschmann-Schubel-Weiss-Rollenhagen und Partner, jetzt Taylor Wessing, Hamburg 2007
- mit Gunnar Henry Caddick: Die Hannöversche Landsmannschaft an der Universität Göttingen von 1737 bis 1809. Göttingen 2009

## Auszeichnungen
- Kronenkreuz in Gold des Diakonischen Werks der EKD (1993)
- Ehrenmitglied des Corps Hannovera (1996)